# Sarāskand-e Soflá
Sarāskand-e Soflá (persiska: سراسکند پائین, Sarāskand-e Pā’īn, سراسکند سفلی) är en ort i Iran.   Den ligger i provinsen Östazarbaijan, i den nordvästra delen av landet, 500 km väster om huvudstaden Teheran. Sarāskand-e Soflá ligger 2 002 meter över havet och antalet invånare är 210.
Terrängen runt Sarāskand-e Soflá är huvudsakligen kuperad, men den allra närmaste omgivningen är platt.Runt Sarāskand-e Soflá är det ganska glesbefolkat, med 22 invånare per kvadratkilometer. Närmaste större samhälle är Gol Akhor, 15,8 km norr om Sarāskand-e Soflá. Trakten runt Sarāskand-e Soflá består i huvudsak av gräsmarker.